# Sreten Jocić
Sreten "Jotsa" Jocić (Servisch: Сретен Јоцић) (Smederevska Palanka, 24 oktober 1962), ook bekend als Jotcha Jocić, Jotsa J. en in het Servisch Joca Amsterdam, is een Amsterdamse crimineel van Joegoslavische komaf.
Jocić werd onder meer verdacht van betrokkenheid bij de moorden op criminelen Sam Klepper en Jan Femer in 2000. De beschuldigingen werden echter geseponeerd wegens gebrek aan bewijs. Ook ging het gerucht dat hij een moordaanslag aan het beramen was op officier van justitie Koos Plooij. Hiervoor werd geen bewijs gevonden.
Jocić werd in 1993 door het gerechtshof in Amsterdam bij verstek veroordeeld wegens het beschieten van een politieman. Op 20 juni 2002 werd hij in de Bulgaarse hoofdstad Sofia gearresteerd en direct aan Nederland uitgeleverd. Hij werd ook gezocht in Duitsland op verdenking van smokkel van heroïne en cocaïne. Naast genoemde zaken zou hij zich onder meer bezighouden met wapenhandel en het vervaardigen van valse valuta.
In maart 2006 werd hij uitgeleverd aan Servië om daar terecht te staan wegens een dubbele moord. Op 25 mei 2006 werd bekend dat Jocić in Servië op borgtocht was vrijgelaten, vermoedelijk omdat een getuige zijn verklaring had veranderd.
Op 27 april 2009 werd hij in Belgrado gearresteerd. Ditmaal werd Jocić ervan verdacht de opdrachtgever te zijn voor de moord op de Kroatische journalist Ivo Pukanić. 
In oktober 2009 werd bekend dat hij verdacht werd van het beramen van een aanslag op de Servische minister van justitie Snežana Malović. Het Nederlandse Openbaar Ministerie verdacht hem ook van de moord op een drugshandelaar in 2006 in Podgorica in verband met een machtsstrijd met Willem Holleeder.
Op 3 juni 2010 werd hij in Servië tot een celstraf van 15 jaar veroordeeld wegens het beramen van een moordaanslag in 1995 op een andere crimineel, Goran Marjanović en diens vriendin Jelena Đorđević. Zij werden in juli 1995 in een voorstad van Belgrado vermoord.
In een later stadium is dit omgezet naar 11 jaar.